# Didi, o Peregrino
Didi, o Peregrino é um telefilme brasileiro lançado em 2013 como especial de fim de ano da Rede Globo. Tem a Direção de João Daniel Tikhomiroff, roteirizado por Marcelo Saback, Maurício Arruda e Renato Aragão e no elenco Renato Aragão, Othon Bastos, Paulo Rocha, Dedé Santana, André Gonçalves, Luigi Baricelli e Tadeu Mello nos papéis principais. O telefilme estreou em 22 de Dezembro de 2013.

## Sinopse
O peregrino Didi (Renato Aragão) se sustenta com a ajuda de seu cãozinho Pitomba, com o qual se apresenta nas ruas da cidade. Eles costumam ir ao circo e aproveitam para alegrar a plateia com muitas trapalhadas. O problema é que Tobias (Othon Bastos), o dono do circo, pai de uma das melhores amigas de Didi, Rebeca (Monique Alfradique), está endividado e pretende acabar com a atração. Até que aparece Cacá (Paulo Rocha), um rico empresário que promete pagar as dívidas com a condição de Rebeca se casar com ele. Não aceitando a condição, ao decorrer do filme ele "mata" o Pitomba (cãozinho do Didi) e daí então quando Didi (Renato Aragão) vai enterrar o Pitomba em um lugar alto e bonito, acha uma maleta de dinheiro que pode mudar a vida de todo mundo...

## Elenco
| Ator/Atriz         | Personagem            |
| ------------------ | --------------------- |
| Renato Aragão      | Didi Mocó             |
| Monique Alfradique | Rebeca                |
| Alexandre Slaviero | Guilherme             |
| Othon Bastos       | Seu Tobias            |
| Paulo Rocha        | Cacá (Carlos Eduardo) |
| Dedé Santana       | Dedé                  |
| Luigi Baricelli    | Santiago              |
| Tadeu Mello        | Pablito               |
| Alice Borges       | Mulher-barbada        |
| André Gonçalves    | Capanga #1            |
| Beto Vandesteen    | Capanga #2            |
| Xandó Graça        | Homem do albergue     |
| Sávio Moll         | Delegado              |
| Fabio Caniatto     | Pitomba (voz)         |